# Équivalent (chimie)
Pour les articles homonymes, voir Équivalence.
Un équivalent (eq ou eq., ou avec un accent aigu) peut représenter deux concepts différents :
- le rapport entre les quantités de matière (en moles) de plusieurs réactifs lors d'une réaction chimique. Si un équivalent de réactif est utilisé pour un équivalent de produit de départ, alors chaque molécule de produit de départ aura une molécule de réactif avec laquelle elle pourra réagir, par exemple selon la valence de son ou ses atomes éventuellement ionisés ;

{\displaystyle 1mmol_{Ca^{2+}}=2mEq_{Ca^{2+}}} et {\displaystyle 1mmol_{K^{+}}=1mEq_{K^{+}}}
- la ressemblance chimique entre plusieurs molécules.

## Équivalence de molécules ou de fonctions?
Le plus souvent, l'équivalence est considérée par molécule, mais on peut également considérer une équivalence par groupe fonctionnel. Par exemple, si on met à réagir un diacide avec une base simple (et monovalente), il faut deux équivalents de base pour complètement déprotoner le diacide :
- si l'on considère le diacide comme une molécule portant deux fonctions acide, il faudra 1 éq. de diacide et 2 éq. de base ;
- si l'on considère le diacide comme un double acide (chaque groupe acide comptant pour 1 équivalent), on indiquera plutôt qu'il faut un rapport de 2 pour 2 soit, en simplifiant, 1 éq. de diacide pour 1 éq. de base. Pour être plus clair, chaque fonction acide du produit de départ doit être déprotoné par une molécule de base.

Il faut toujours garder cette ambiguïté à l'esprit et utiliser les données décrites dans le texte ou dans la partie expérimentale de l'article pour s'assurer que l'on a la même définition d'un « équivalent » que l'auteur.

## Équivalent synthétique
Un équivalent synthétique est soit un synthon soit une molécule qui, sans être totalement égale à la molécule de base, respecte plus ou moins les degrés d'oxydation pour chaque atome de carbone pendant la réaction décrite :
- dans un contexte strictement chimique, le degré d'oxydation de l'équivalent synthétique doit être, le plus souvent, identique au produit qu'il mime ;
- en chimie biomimétique, il y a une certaine tolérance dans les degrés d'oxydation parce qu'il y a beaucoup d'enzymes qui permettent d'effectuer une oxydation ou une réduction.